# Monique Mélinand
Monique Mélinand (9 de marzo de 1916 – 16 de mayo de 2012) fue una actriz teatral, cinematográfica, televisiva y de doblaje de nacionalidad francesa.

## Biografía
Nacida en París, Francia, fue alumna de Louis Jouvet, con el cual fue en una gira del Théâtre de l'Athénée por  América del Sur durante la Segunda Guerra Mundial. Cuando Madeleine Ozeray abandonó la compañía teatral y a su marido, Mélinand la reemplazó, interpretando sus personajes y convirtiéndose en pareja de Jouvet.
Fue principalmente una actriz teatral. Sin embargo, en el cine hizo un papel principal en La Pocharde (1953) y en La Gueule ouverte (1974), de  Maurice Pialat, y fue la esposa infiel de Jean Gabin en Le Sang à la tête (1956). Otros cineastas con los que rodó fueron Henri Verneuil y Jacques Rouffio.  
Pareja sentimental de Louis Jouvet hasta la muerte de él en 1951, después estuvo casada con Jean Martinelli desde 1952 a 1964. Posteriormente fue pareja del actor André Thorent. Mélinand tuvo una hija, Agathe Mélinand. Fue tía abuela de Laura Mélinand y de la cantante Élise Mélinand.
Monique Mélinand falleció en París en 2012, a los 96 años de edad.

## Teatro
- 1930 : May ou Variations sur le mot "Je", de John Galsworthy, escenografía de Gabriel Emme, Théâtre "1931" [2]
- 1930 : Le Pèlerinage sentimental, de Jacques Chabannes, escenografía de Camille Corney, Théâtre "1931" [2]
- 1931 : Les Coulisses de l'âme, de Nikolai Evreinov, Théâtre"1932"
- 1936 : Interlude, de Lucien Dabril y Gabriel-Emme, escenografía de Gabriel-Emme, Théâtre de la Nouvelle Comédie
- 1937 : Electra, de Jean Giraudoux, escenografía de Louis Jouvet, Théâtre de l'Athénée
- 1941 : L'Occasion, de Prosper Mérimée, escenografía de Louis Jouvet, gira por América del Sur
- 1945 : Une grande fille toute simple, de André Roussin, escenografía de Louis Ducreux, Théâtre des Ambassadeurs
- 1945 : La Folle de Chaillot, de Jean Giraudoux, escenografía de Louis Jouvet, Théâtre de l'Athénée
- 1946 : L'Annonce faite à Marie, de Paul Claudel, escenografía de Louis Jouvet, Théâtre de l'Athénée
- 1947 : Las criadas, de Jean Genet, escenografía de Louis Jouvet, Théâtre de l'Athénée
- 1948 : Don Juan, de Molière, escenografía de Louis Jouvet, Théâtre de l'Athénée
- 1949 : Tartufo de Molière, escenografía de Louis Jouvet, Théâtre de l'Athénée
- 1950 : La escuela de las mujeres, de Molière, escenografía de Louis Jouvet, Théâtre des Célestins
- 1952 : La Tête des autres, de Marcel Aymé, escenografía de André Barsacq, Théâtre de l'Atelier
- 1952 : Lorenzaccio, de Alfred de Musset, escenografía de Gérard Philipe, Festival de Aviñón
- 1954 : Bel-Ami, de Frédéric Dard a partir de Guy de Maupassant, escenografía de Jean Darcante, Théâtre des Célestins
- 1955 : Pour Lucrèce, de Jean Giraudoux, escenografía de Jean-Louis Barrault, Théâtre des Célestins
- 1956 : La gata sobre el tejado de zinc, de Tennessee Williams, escenografía de Peter Brook, Théâtre Antoine
- 1958 : Ardèle ou la Marguerite, de Jean Anouilh, escenografía de Roland Piétri, Teatro de los Campos Elíseos
- 1958 : L'Année du bac, de José-André Lacour, escenografía de Yves Robert, Théâtre Edouard VII
- 1957 : La Mouche bleue, de Marcel Aymé, escenografía de Claude Sainval, Teatro de los Campos Elíseos
- 1962 : Victor ou les Enfants au pouvoir, de Roger Vitrac, escenografía de Jean Anouilh y Roland Piétri, Teatro del Ambigu-Comique
- 1963 : Victor ou les Enfants au pouvoir, de Roger Vitrac, escenografía de Jean Anouilh y Roland Piétri, Théâtre de l'Athénée
- 1963 : Et l'enfer Isabelle ?, de Jacques Deval, escenografía de Claude Sainval, Teatro de los Campos Elíseos
- 1963 : Des enfants de cœur, de François Campaux, escenografía de Christian-Gérard, Théâtre Michel
- 1964 : Des enfants de cœur, de François Campaux, escenografía de Christian-Gérard, Teatro del Ambigu-Comique
- 1965 : La Voyante, de André Roussin, escenografía de Jacques Mauclair, Théâtre des Célestins
- 1966 : La Bouteille à l'encre, de Albert Husson, escenografía de Jean-Pierre Grenier, Théâtre Saint-Georges
- 1966 : L'Ordalie ou la Petite Catherine de Heilbronn, de Heinrich von Kleist, escenografía de Jean Anouilh y Roland Piétri, Théâtre Montparnasse
- 1966 : Baby Hamilton, de Maurice Braddell y Anita Hart, escenografía de Christian-Gérard, Teatro de la Porte Saint-Martin
- 1967 : L'Idiot, a partir de Dostoyevski, escenografía de André Barsacq, Théâtre des Célestins y giras Karsenty-Herbert
- 1968 : Des enfants de cœur, de François Campaux, escenografía de Christian-Gérard, Théâtre Edouard VII
- 1969 : Le Distrait, de Jean-François Regnard, escenografía de Gabriel Garran, Théâtre de la Commune
- 1972 : Le Coup de Trafalgar, de Roger Vitrac, escenografía de Jacques Rosner, Teatro del Odéon
- 1972 : El viajero sin equipaje, de Jean Anouilh
- 1973 : El viajero sin equipaje, de Jean Anouilh, escenografía de Nicole Anouilh, Théâtre des Mathurins
- 1974 : Bonne fête Amandine, de Albert Husson, escenografía de Jacques Mauclair, Théâtre des Célestins
- 1975 : Othon, de Pierre Corneille, escenografía de Jean-Pierre Miquel, Teatro del Odéon
- 1976 : La Comédie sans titre ou La Régénération, de Italo Svevo, escenografía de Robert Gironès, Théâtre du Huitième Lyon
- 1976 : Histoire de dires, de Jean-Pierre Thibaudat, escenografía de Jacques Lassalle, Festival de Aviñón
- 1978 : Et pourtant, ce silence ne pouvait être vide, de Jean Magnan, escenografía de Robert Gironès, Festival de Aviñón
- 1979 : Et pourtant, ce silence ne pouvait être vide, de Jean Magnan, escenografía de Robert Gironès, Théâtre du Huitième y Théâtre de Gennevilliers
- 1982 : La Maison sous les arbres, de Pierre Laville, escenografía de Jean-Louis Martin-Barbaz, Centre Dramatique national du Nord-Pas de Calais
- 1983 : La vie que je t'ai donnée, de Luigi Pirandello, escenografía de Massimo Castri, Théâtre national de Strasbourg
- 1985 : El Cid, de Pierre Corneille, escenografía de Francis Huster, Théâtre du Rond-Point
- 1986 : La Comédie sans titre, de Italo Svevo, escenografía de Jacques Mauclair, Théâtre du Marais
- 1988 : Joe Egg, de Peter Nichols, escenografía de Michel Fagadau, Théâtre de la Gaîté-Montparnasse
- 1988 : Le Grand Invité, de Victor Haïm, escenografía de Jacques Mauclair, Théâtre du Marais
- 1990 : Lorenzaccio, de Alfred de Musset, escenografía de Francis Huster, Printemps des comédiens Montpellier
- 1990 : Zone libre, de Jean-Claude Grumberg, escenografía de Maurice Bénichou, Théâtre national de la Colline
- 1996 : Gertrud, de Hjalmar Söderberg, escenografía de Gérard Desarthe, Théâtre Hébertot
- 1997 : Tío Vania, de Antón Chéjov, escenografía de Patrice Kerbrat, Théâtre Hébertot
- 1998 : The Life and Death of King John, de William Shakespeare, escenografía de Laurent Pelly, Festival de Aviñón
- 1999 : The Life and Death of King John, de William Shakespeare, escenografía de Laurent Pelly, Maison des arts et de la culture de Créteil

## Filmografía

### Cine
- 1927 : Âmes d'enfants, de Jean-Benoît Lévy y Marie Epstein
- 1938 : Entrée des artistes, de Marc Allégret
- 1946 : Rouletabille joue et gagne, de Christian Chamborant
- 1946 : Rouletabille contre la dame de pique, de Christian Chamborant
- 1948 : Entre onze heures et minuit, de Henri Decoin
- 1949 : Au royaume des cieux, de Julien Duvivier
- 1950 : Lady Paname, de Henri Jeanson
- 1950 : Les Anciens de Saint-Loup, de Georges Lampin
- 1953 : La Pocharde, de Georges Combret
- 1955: Des gens sans importance, de Henri Verneuil
- 1956 : Le Sang à la tête, de Gilles Grangier
- 1958 : Faibles femmes, de Michel Boisrond
- 1959 : Katia, de Robert Siodmak
- 1960 : La Mort de Belle, de Édouard Molinaro
- 1960 : Vers l'extase, de René Wheeler
- 1961 : Rencontres, de Philippe Agostini
- 1964 : La Bonne Soupe, de Robert Thomas
- 1964 : Angélique, marquise des anges, de Bernard Borderie
- 1964 : Les Barbouzes, de Georges Lautner
- 1966 : L'Horizon, de Jacques Rouffio
- 1966 : Le Voleur, de Louis Malle
- 1968 : La Femme écarlate, de Jean Valère
- 1968 : Delphine, de Éric Le Hung
- 1969 : L'Américain, de Marcel Bozzuffi
- 1969 : La Dame dans l'auto avec des lunettes et un fusil, de Anatol Litvak
- 1969 : Dernier Domicile connu, de José Giovanni
- 1970 : Le Cri du cormoran le soir au-dessus des jonques, de Michel Audiard
- 1970 : Les Jambes en l'air, de Jean Dewever
- 1970 : Léa l'hiver, de Marc Monnet
- 1970 : Mourir d'aimer, de André Cayatte
- 1970 : Un beau monstre, de Sergio Gobbi
- 1971 : Ça n'arrive qu'aux autres, de Nadine Trintignant
- 1971 : L'Homme au cerveau greffé, de Jacques Doniol-Valcroze
- 1971 : Paulina 1880, de Jean-Louis Bertuccelli
- 1972 : Hellé, de Roger Vadim
- 1973 : L'Événement le plus important depuis que l'homme a marché sur la Lune, de Jacques Demy
- 1973 : La Gueule ouverte, de Maurice Pialat
- 1973 : La Race des seigneurs, de Pierre Granier-Deferre
- 1975 : Les Mal Partis, de Sébastien Japrisot
- 1975 : La Mise en main, de Sylvain Dhomme
- 1975 : Sept morts sur ordonnance, de Jacques Rouffio
- 1976 : La Communion solennelle, de René Féret
- 1976 : Le Corps de mon ennemi, de Henri Verneuil
- 1976 : Les Mal Partis, de Sébastien Japrisot
- 1977 : La Machine, de Paul Vecchiali
- 1977 : Va voir maman, papa travaille, de François Leterrier
- 1978 : Éclipse sur un ancien chemin vers Compostelle, de Bernard Ferié
- 1979 : Plurielles, de Jean-Patrick Lebel
- 1979 : À nous deux, de Claude Lelouch
- 1980 : Cauchemar, de Noël Simsolo
- 1981 : Ils appellent ça un accident, de Nathalie Delon y Yves Deschamps
- 1986 : On a volé Charlie Spencer !, de Francis Huster
- 1988 : Vent de galerne - 1789, de Fernand Favre
- 1989 : Outremer, de Brigitte Roüan
- 1991 : Toubab Bi, de Moussa Touré
- 1992 : L'Écrivain public, de Jean-François Amiguet
- 1993 : Jeanne la pucelle, de Jacques Rivette
- 1995 : Trois vies et une seule mort, de Raoul Ruiz
- 1996 : Les Frères Gravet, de René Féret
- 1996 : Transatlantique, de Christine Laurent
- 1997 : Généalogies d'un crime, de Raoul Ruiz
- 1998 : Le Temps retrouvé, de Raoul Ruiz
- 2000 : Les Âmes fortes, de Raoul Ruiz
- 2003 : Le Cou de la girafe, de Safy Nebbou
- 2005 : Président, de Lionel Delplanque
- 2005 : Avril, de Gérald Hustache-Mathieu
- 2012 : Avanti, de Emmanuelle Antille

### Televisión
- 1963 : Les Cinq Dernières Minutes: episodio L'Eau qui dort, de Claude Loursais
- 1963 : Les Cinq Dernières Minutes: episodio Une affaire de famille, de Jean-Pierre Marchand
- 1967 : Le Théâtre de la jeunesse: Le Secret de Wilhelm Storitz, de Éric Le Hung
- 1971 : Si j'étais vous, de Ange Casta
- 1975 : Les Mohicans de Paris, de Bernard Borderie
- 1978 : Gaston Phébus, de Bernard Borderie
- 1981 : Au bon beurre, de Édouard Molinaro
- 1988 : Le Visiteur du soir, Mésaventures, dirección de Emmanuel Fonlladosa

## Actriz de voz

### Cine
En la gran pantalla, Mélinand dobló a las siguientes actrices:
Jennifer Jones, Jessica Tandy, Maureen O'Hara, Betsy Palmer, Janet Leigh, Charlene Holt, Hilary Mason, Mary Jackson, Phyllis Thaxter, Wendy Hiller, Elizabeth Wilson, Lois Maxwell, Ivy Bethune, Patricia Hayes, Nedra Volz, Geraldine Fitzgerald, Celeste Holm, Bonnie Bartlett, Yvonne Bryceland, Frances Cuka, Maggie Smith, Julie Harris, Glynis Johns, Claire Bloom, Teresa Wright y Carroll Baker.

### Televisión
En la pequeña pantalla, Mélinand dio voz a Neva Patterson y a K Callan.